# Lista de episódios especiais do WWE SmackDown
Esta é uma lista de episódios especiais do SmackDown, programa de televisão da promoção de luta livre profissional WWE. Ao longo de sua história de transmissão, o show teve edições com temas diferentes. Alguns deles são eventos anuais, como o Draft e os Slammy Awards. Outros incluem homenagens a vários lutadores profissionais que morreram ou se aposentaram.

## Lista de episódios especiais
| Episódio                                        | Data                    | Avaliação     | Informações |
| ----------------------------------------------- | ----------------------- | ------------- | --- |
| SmackDown! (Piloto)                             | 29 de Abril de 1999     | 5.8           | Episódio Piloto. |
| SmackDown! (Especial)                           | 26 de Agosto de 1999    | 4.2           | Episódio de Estréia |
| SmackDown! Extremo                              | 1 de Fevereiro de 2001  | 4.0           | Primeiro episódio ao vivo de SmackDown! |
| Tributo ao 11 de Setembro                       | 13 de Setembro de 2001  | 3.6           | Tributo em memória do dia 11/9. |
| Natal em Baghdad                                | 25 de Dezembro de 2003  | 3.0           | Em honra as forças armadas dos Estados Unidos. |
| SmackDown! 5º Aniversário Especial              | 23 de Setembro de 2004  | 3.2           | Celebrado o quinto aniversário do show. |
| Natal no Iraque                                 | 23 de Dezembro de 2004  | 2.9           | Em honra as forças armadas americanas. |
| SmackDown! Night of Champions                   | 30 de Dezembro de 2004  | 2.9           | Estrelando lutas pelos championships. |
| Show de tributo ao Eddie Guerrero               | 18 de Novembro de 2005  | 3.1           | Tributo em memória de Eddie Guerrero. |
| Melhor do SmackDown! em 2005                    | 23 de Dezembro de 2005  | 2.2           | Estrelando melhores momentos de 2005. |
| Melhor do SmackDown! em 2006                    | 29 de Dezembro de 2006  | 2.4           | Estrelando melhores momentos de 2006. |
| SmackDown! episódio 400                         | 20 de Abril de 2007     | 2.2           | Celebração do episódio 400 do show. |
| WWE Melhor de 2007                              | 28 de Dezembro de 2007  | 2.5           | Estrelando melhores momentos de 2007. |
| SmackDown All-Star Kick-Off                     | 3 de Outubro de 2008    | 1.9           | Estrelando Campeão vs. Campeão. Estréia no MyNetworkTV. |
| SmackDown episódio 500                          | 20 de Março de 2009     | 2.1           | Celebração do episódio 500 do show. Estrelando os elencos das três brands. |
| Década de SmackDown                             | 2 de Outubro de 2009    | 2.2           | Celebração de uma década do show. Estrelando os elencos das três brands. |
| Monday Night SmackDown                          | 19 de Abril de 2010     | 3.1           | Devido à erupção do vulcão to Eyjafjallajökull, maior parte do elenco do Raw permaneceu na Europa depois de um tour pela Europa. Devido a isso, o elenco do SmackDown esteve no WWE Raw.                                                      |
| SmackDown Ao Vivo estréia no Syfy               | 1 de Outubro de 2010    | 1.7           | Estréia no Syfy. Estrelando os elencos do Raw e SmackDown. |
| Natal na USA                                    | 21 de Dezembro de 2010  | 2.5           | Especial Terça ao vivo de Natal na USA Network. |
| SmackDown episódio 600                          | 18 de Fevereiro de 2011 | 2.2           | Celebração do episódio 600 do show Estrelando elencos do Raw e SmackDown. |
| SuperSmackDown                                  | 30 de Agosto de 2011    | 2.1           | Episódio ao vivo de SmackDown Estrelando os elencos do Raw e SmackDown. |
| SmackDown Milestone                             | 14 de Outubro de 2011   | 1.7           | Celebração do SmackDown sendo o segundo programa esportivo com mais duração na televisão americana. |
| SuperSmackDown LIVE! Especial de férias         | 29 de Outubro de 2011   | 2.3           | Episódio especial de férias com Mick Foley como convidado especial. |
| Sin City SmackDown                              | 20 de Janeiro de 2012   | 1.7           | Episódio ao vivo de Las Vegas, Nevada onde as lutas foram determinadas através da Roleta do Raw. |
| SuperSmackDown LIVE!                            | 21 de Fevereiro de 2012 | 1.7           | Episódio ao vivo do SmackDown. Estrelando os elencos do Raw e SmackDown. |
| SuperSmackDown LIVE: Explosão do passado        | 10 de Abril de 2012     | 1.5           | SmackDown ao vivo com uma temática Old School, com a aparição de lendas da WWE. |
| SuperSmackDown LIVE: The Great American Bash    | 3 de Julho de 2012      | 1.7           | Episódio que celebrou o dia da Independência dos Estados Unidos. Teve a temática The Great American Bash. Teve uma The Great American Bash Battle Royal para nomear um gerente geral do SmackDown por uma semana.                             |
| Friday Night ZackDown                           | 13 de julho de 2012     | 1.8           | Como vencedor do The Great American Bash Battle Royal, Zack Ryder foi o gerente geral dessa edição do SmackDown. |
| SuperSmackDown LIVE!                            | 7 de novembro de 2012   | 1.52          | Episódio ao vivo do SmackDown. |
| SuperSmackDown LIVE!                            | 18 de dezembro de 2012  | 2.29          | Episódio ao vivo do SmackDown sem comerciais transmitido pela USA Network. |
| SmackDown Episódio 700                          | 18 de janeiro de 2013   | 2.0           | Episódio ao vivo em comemoração do 700º Episódio. |
| Social Media SmackDown                          | 1º de março de 2013     | 1.9           | Episódio especial. |
| SmackDown: 15 Years                             | 10 de outubro de 2014   | 1.7           | Comemoração de 15 anos do Smackdown, com uma 16-man tag match para saber quem foi o maior General Manager da historia da WWE. |
| Super SmackDown Live: SmackDown's 800th Episode | 16 de dezembro de 2014  | 2.3           | Episódio especial transmitido na USA Network. |
| Final Friday Night SmackDown 2015               | 9 de janeiro de 2015    | 2.43          | Último episódio transmitido às sextas-feiras. |
| Thursday Night SmackDown 2015                   | 15 de janeiro de 2015   | 2.68          | Retorno às quintas-feiras. |
| SmackDown Live!                                 | 29 de janeiro de 2015   | 2.95          | Como o Raw de 26 de janeiro de 2015 foi cancelado devido a tempestade Winter Storm Juno, parte do conteúdo do programa foi transmitido no SmackDown, que adiou suas gravações do dia 27 de janeiro para ser exibido ao vivo três dias depois. |
| SmackDown Halloween Special                     | 29 de outubro de 2015   | 2.1/1.7 share | SmackDown com tema de Halloween. |
| SmackDown Thanksgiving                          | 26 de novembro de 2015  | 1.3/2.0 share | SmackDown com tema do Dia de Ação de Graças. |
| SuperSmackDown LIVE! Christmas Special          | 22 de dezembro de 2015  | 1.53          | SmackDown transmitido ao vivo, com temática de Natal. Exibido na USA Network. |
| Último SmackDown na Syfy                        | 31 de dezembro de 2015  | 2.8           | SmackDown com temática de véspera de Ano Novo. Foi o último episódio do programa a ser transmitido na Syfy. |
| Primeiro SmackDown na USA Network               | 7 de janeiro de 2016    | 2.75          | SmackDown passa a ser transmitido na USA Network, com Mauro Ranallo como narrador e Byron Saxton como comentarista. |